# Sonny Johansson
Sonny Johansson (født 17. oktober 1948) er en tidligere fodboldspiller fra Landskrona. Han blev som junior i den lille Landskronaklub BK Landora opdaget af byens stolthed, Landskrona BoIS, for sæsonen 1968, efter at have takket nej til Stockholmsklubben Djurgårdens IF. Allerede i hans første sæson i "BoIS" førte han, som center-angriber i datidens almindelige 4-3-3-system, klubben til kvalifikation til Allsvenskan, men kvalifikationsspillet i efteråret 1968 gik ikke godt. To år senere var tiden inde, og i kvalifikationsmatchen hjemme mod Sandviken IF scorede han til 1-0 med et kraftigt hovedstød. Kampen blev vundet med 2-0, men først efter kampe mod IFK Luleå (næsten 1500 km nordpå) og Skövde (på Nya Ullevi, neutral bane) blev "BoIS" klar til Allsvenskan, i første omgang i 21 sæsoner. Johansson spillede alle de ti sæsoner 1971-1980 i Allsvenkan, før klubben i efteråret 1980 rykkede ned til Division 2. Men Johansson gav ikke op og forblev i Landskrona BoIS til sin sidste sæson i 1984. I 1972 vandt han den svenske Pokalturnering, Svenska Cupen.
Johansson scorede sammenlagt flest mål i Allsvenskan i 1970'erne, og det blev i alt til 17 sæsoner og 310 mål for klubben.
Sonny Johansson har også spillet tre landskampe for Sverige og scoret et mål.
Johansson er en levende legende i sin hjemby og blev af "BoIS" supporters kendt som "Kung Sune, vår ven".